# La Lyre
La Lyre est un recueil de poèmes composés par Tristan L'Hermite. 

## Présentation
Parmi tant d'autres, le sonnet Le Navire évoque la métamorphose d'un arbre en bateau. Le pouvoir de la nature est présent ainsi que le thème de l'illusion.
Le poème La Belle esclave more met en exergue les contrastes entre le noir et le blanc, l'ébène et l'ivoire, la nuit et le jour, de même qu'il souligne les oppositions liées à la condition d'asservissement de la belle qui pourtant dompte par sa beauté.

## Publication
La Lyre est publiée en 1641 autour d'une « pièce maîtresse », L'Orphée : « délaissé par Gaston, ruiné par son procès, affaibli par la maladie, l'infortuné Tristan tente le premier volet d'un triple coup d'éclat dans trois genres en vogue » : épistolaire avec les Lettres mêlées, celui de l'histoire comique avec le Page disgracié, et celui du madrigal « poussé aux limites de sa forme, à la manière des Madrigali guerrieri e amorosi de Monteverdi qui venaient tout juste de paraître à Venise ».
La « variété de tons » des poèmes de ce « monument à la gloire de Marino » en justifie le titre comme celui « que les éditeurs de Victor Hugo donneront à un recueil de vers épars et variés : Toute la Lyre ». Tristan « s'est efforcé d'illustrer pour son lecteur la fécondité et la diversité de son talent » et, « attentif aux exigences du goût de ses contemporains, fait la part belle à la poésie proprement mondaine, celle qui est prisée dans les salons, et d'abord à l'hôtel de Rambouillet, dont Malleville, Godeau et surtout Voiture se sont fait une spécialité ».
Ayant perdu le château familial en 1639 — et « les grands seigneurs, le duc d'Orléans dédicataire de La Mariane, le duc de Guise dédicataire de Panthée, s'étant montrés aussi ingrats ou négligents l'un que l'autre » — Tristan consacre La Lyre au « riche et généreux financier Montauron, receveur général de Guyenne », « le Rothschild de son temps » également dédicataire de Cinna : « Que les lourdes flatteries du grand Corneille nous rendent indulgents pour les complaisances intéressées de Tristan ! » soupire Napoléon-Maurice Bernardin.
Pour autant, l'ouvrage semble n'avoir rencontré « au mieux qu'un succès d'estime auprès des lettrés ».

### Œuvres complètes
- Jean-Pierre Chauveau et al., Tristan L'Hermite : Poésie II, t. III, Paris, Honoré Champion, coll. « Sources classiques » (no 42), 2002, 736 p. (ISBN 978-2-745-30607-4).

### Édition moderne
- Jean-Pierre Chauveau, La Lyre, Paris-Genève, Librairie Droz, coll. « Textes littéraires français » (no 243), 1977, LXXVII-327 p. (ISBN 2-6000-2517-0).

### Monographies
- Napoléon-Maurice Bernardin, Un Précurseur de Racine : Tristan L'Hermite, sieur du Solier (1601-1655), sa famille, sa vie, ses œuvres, Paris, Alphonse Picard, 1895, XI-632 p. (lire en ligne)